# Theatre Royal (Waterford)
Das Theatre Royal Waterford (irisch Amharclann Ríoga Phort Láirge) ist ein Theatergebäude in Waterford, Irland und das älteste durchgehend betriebene Theater Irlands.

## Geschichte

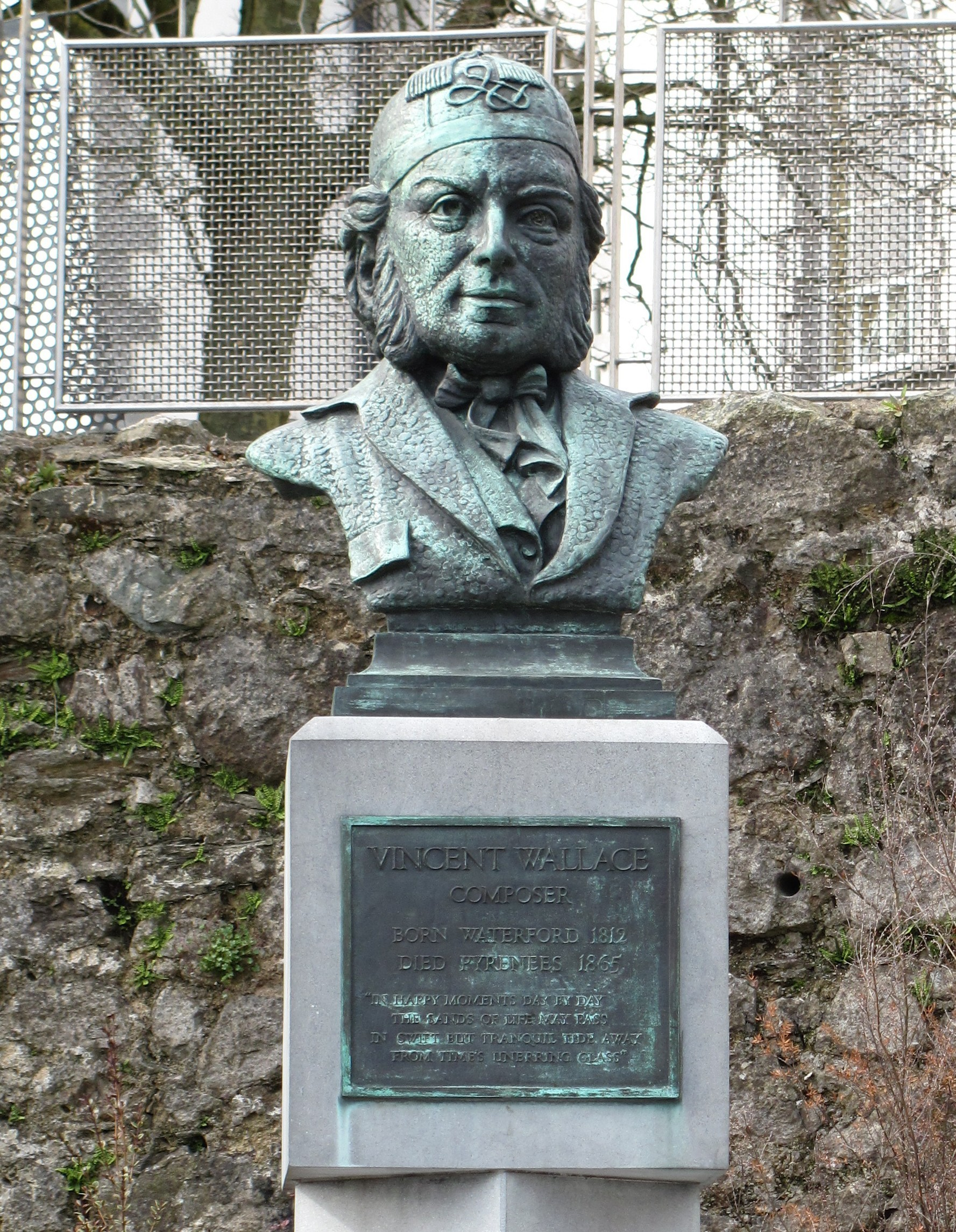
Büste des Komponisten und Musikers William Vincent Wallace (1812–1865), vor dem Theatereingang

Das Theatre Royal wurde 1785 als Patent Theatre errichtet. Bühne und Saal wurde vom lokalen Architekten und späteren Miteigentümer John Roberts entworfen, der für seine Georgianische Architektur bekannt war. Allerdings kam es ausweislich eines Protokolls aus dieser Zeit zu steten Auseinandersetzungen mit dem Bauherrn. Die erste Aufführung im neuen Theaterhaus war Wie es euch gefällt von William Shakespeare. Als Sopranistin konnte die Engländerin Elizabeth Billington verpflichtet werden, welche zu dieser Zeit in Dublin ein Engagement hatte.
Der große, grün gestaltete Saal wurde am 4. August 1785 für Tanzveranstaltungen geöffnet und bald sollten weitere Vergnügungsveranstaltungen, wie Kostümbälle, Konzerte und Kartenspielturniere folgen. Der Zutritt zu einem Tanzabend kostete 5 Schilling, 5 Pence für Herren und 3 Schillinge, 3 Pence für weibliche Besucher. Tee wurde für 6 Pence serviert.
Der Tanzsaal wurde 1788 eröffnet. James Sheridan Knowles erstes Werk Leo; or, The Gipsy wurde hier 1810 uraufgeführt. Die Schauspielerin Maria Ann Campion war mit dem Haus verbunden,
aber auch weitere Stars jener Zeit, wie Angelica Catalani, Charlotte Melmoth, Jenny Lind und Catherine Hayes, traten hier auf.
Während der Irischen Rebellion von 1798 wurden, auf Anordnung der Regierung, Soldaten aus Cork im Ballsaal einquartiert. Aufgrund der damit verbundenen Einnahmeausfälle erhob die Theaterleitung scharfen Protest.
Im November 1846, während der Großen Hungersnot in Irland, sah sich der seinerzeitige Theaterleiter Watkins Burroughs aufgrund der dramatischen Lage, „gezwungen seine Türen vorzeitig zu schließen“.
Am 5. April 1873 brach ein Feuer aus und beschädigte Teile des Theaters. Im Jahr darauf plante man einen Neubau als Teil des Rathauses. So eröffnete am 17. April 1876 das an neue Theatre Royal Waterford seine Türen. Jedoch war der Andrang auf der Straße so groß, dass Tumulte ausbrachen, die erst die herbeigerufene Polizei auflösen konnte. Der Leiter John Royston zeigte vornehmlich komödiantische Stücke und Opern. Im Januar 1882 brach während einer Aufführung von H.M.S. Pinafore ein Feuer aus; jedoch vermochte der Direktor eine aufkommende Panik des Publikums verhindern und das Feuer wurde innerhalb von zehn Minuten auch gelöscht.
Einige Jahre später, 1882, wurde unter Androhung von zwei Pfund Strafe aus feuerpolizeilichen Gründen das Rauchen im Theater verboten.
Oscar Wilde hielt nach seiner berühmten Tournee durch die USA in den 1880er Jahren einen seiner Vorträge im Theatre Royal.

## Ab 1900
In den ersten Jahren nach der Jahrhundertwende wurden Musicals und Stummfilme gezeigt. Unter den Gästen befand sich auch König Eduard VII. 1929 wurde der erste Tonfilm der Stadt gezeigt, The Singing Fool mit Al Jolson in der Hauptrolle.
1955 kam das Theater in wirtschaftliche Schwierigkeiten und die Stadtoberen schlugen vor, das Rathaus in Richtung des Theaters zu erweitern und dort städtische Verwaltungsbüros einzurichten. Hiergegen regte sich alsbald großer Protest und zusammen mit städtischen kunstaffinen Gesellschaften, wie der Wallace Operatic Society (benannt nach dem großen Sohn der Stadt William Vincent Wallace) und der Grand Opera Society wurde zu Beginn des Jahres 1956 die Theatre Royal Society gegründet und mit finanziellen Mitteln ausgestattet. So konnte das Theatre Royal Waterford 1958 mit dem experimentellen Arbeiterdrama The Gods Are Angry, Miss Kerr des Waterforder Dramatikers und Theaterleiters Jim Nolan sowie einem Festival für komische Opern seinen Neuanfang wagen.
In der Zeit von Anfang 2008 bis Ende 2009 wurde das Theater für umfangreiche Renovierungen geschlossen und am 4. November 2009 mit einem Stück von Bernard Farrell wiedereröffnet.
2016 wurde das Theatre Royal zusammen mit anderen Gebäuden im Zentrum Waterfords das Ziel einer Bombendrohung.
Auch heute gastieren große Namen im Theatre Royal Waterford, wie Mick Lally, Adele, Hozier oder Rod Stewart.

## Das Theater
Das Theater verfügt über 432 Sitzplätze auf drei Zuschauerebenen. Die Bühne befindet sich unter einen 5,80 m breiten und 6,40 m hohen Proszeniumbogen. Dahinter weitet sie sich auf 12,40 m Breite. Die Bühnentiefe vom Eisernen Vorhang bis zur linken hinteren Ecke beträgt 7,50 m; in die rechte hintere Ecke 5,50 m. Die Vorbühne vergrößert die Gesamtbühnentiefe um 1,80 m.
Der Orchestergraben kann 14 Musiker und einen Dirigenten aufnehmen.
Das Theater kann in spielfreien Zeiten auch von Privatpersonen oder Firmen angemietet werden, um Präsentationen und Jubiläen abzuhalten, sowie Eheschließungen oder andere Feierlichkeiten zu begehen.